# Massimo De Stefanis
Massimo De Stefanis (Roma, 8 febbraio 1957) è un allenatore di calcio ed ex calciatore italiano, di ruolo centrocampista.

## Caratteristiche tecniche
Aveva un tiro molto potente con il piede destro ed era un discreto realizzatore.

## Carriera
Attivo dalla metà degli anni settanta alla fine degli anni ottanta, è cresciuto nella Lazio, portato dal dirigente biancoceleste Enrique Flamini, venendo lanciato agli inizi della carriera dal tecnico Roberto Lovati, che lo fa debuttare in Serie A. Ha poi militato prevalentemente in Serie B soprattutto con il Palermo, vestendo in seguito anche le casacche di Perugia, Arezzo ed Ancona, chiudendo in quest'ultimo club l'attività agonistica.
Diventa poi allenatore soprattutto a livello di settori giovanili di società dilettantistiche.

## Palmarès

### Giocatore
- Campionato Primavera: 1

Lazio: 1975-1976
- Campionato Nazionale Dante Berretti: 1

Lazio: 1976-1977